# Каттара

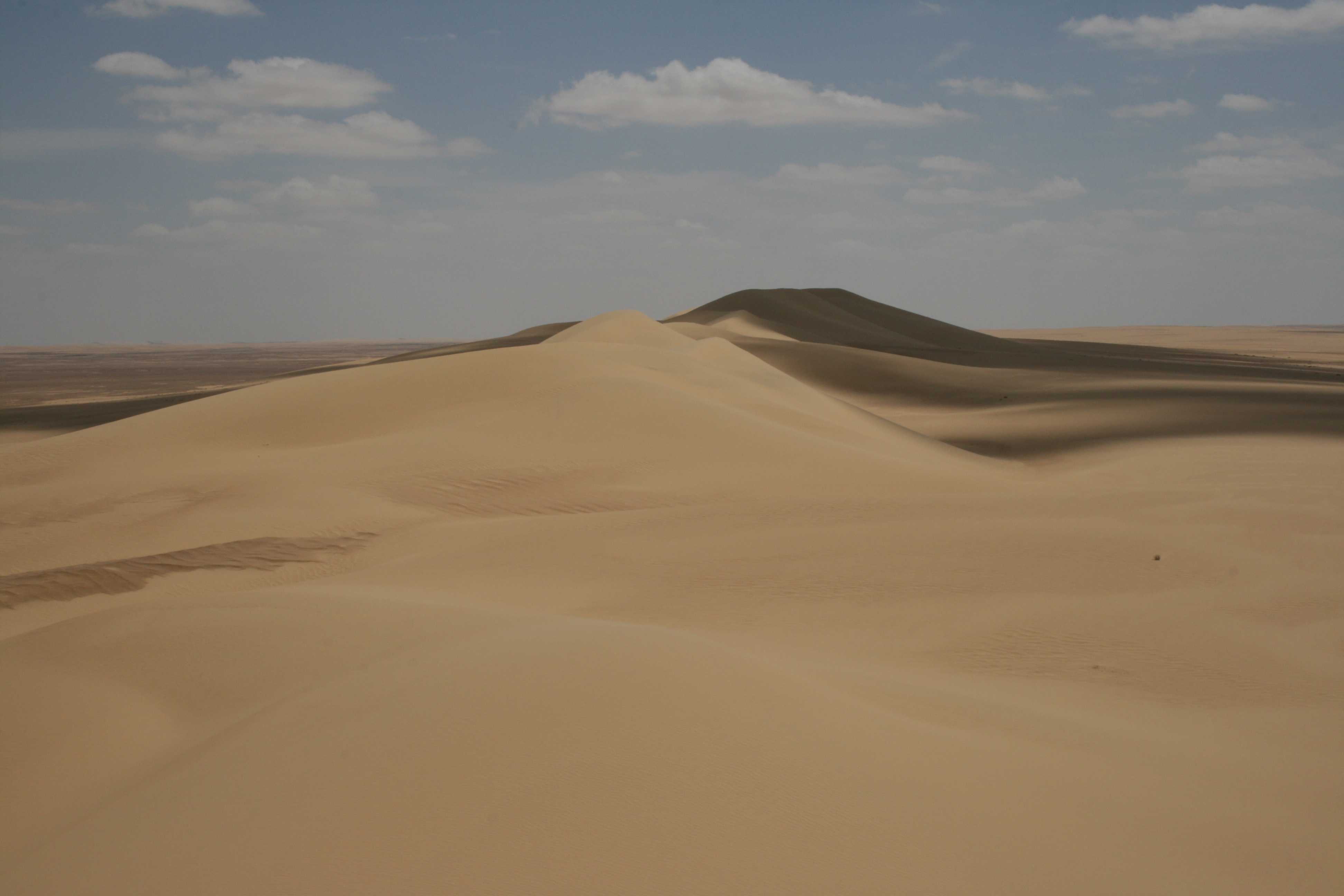
Дюни в депресії Каттара

Каттара (араб. منخفض القطارة Munḫafaḍ al-Qaṭṭārah) — безводна депресія в Лівійській пустелі на північному заході Єгипту. Депресія, має найнижчу точку — 133 м нижче рівня моря (середня глибина — 60 м), що є другою нижчою точкою в Африці (найглибша — Ассаль в Джибуті). Депресія має площу 19 605 км², розміри її можна порівняти з озерами Ладозьким чи Онтаріо і вона майже у два рази перевищує площу Лівану, маючи максимум в довжину — 300 км і в ширину — 135 км. Дно депресії є такиром.
Північний і північно-західний край депресії займають солоні болота і такири. Оаза Могра має солене озеро 4 км², заросле очеретом (Phragmites).
- Близько 300 км² займають солончаки;
- Близько 5 100 км² або 26% площі депресії займають такири.

Представники фауни: гепард, газель доркас, газель піщана,  капський заєць, шакал звичайний, лисиця піщана, лисиця фенек, гривастий баран.
Нещодавно зниклі в депресії види: антилопа шаблерога, антилопа адакс, антилопа буба.
Головними представниками флори є: acacia raddiana й очерет звичайний.

## Населення
В депресії Каттара існує одне постійне поселення — оаза Кара. Оаза розташована в західній частині депресії, і в ній проживає близько 300 осіб. Депресія також населена кочовими племенами бедуїнів, які випасають свої стада в околицях безлюдної оази Могра, дуже важливого у часи дефіциту води під час сухих сезонів.
Депресія містить численні нафтові концесії і кілька полів експлуатації. Нафтові свердловини експлуатують кілька нафтових компаній, зокрема Royal Dutch Shell і Apache Corporation.

## Гідроенергетичні пропозиції
Існують пропозиції  щодо перекидання води або з Нілу, або з Середземного моря, за рахунок різниці рівня джерел води і пропонованої до затоплення відмітки -90 м встановити гідротурбіни. За рахунок великої площі, великої кількості годин сонячного сяйва і високих температур поступаюча вода буде випаровуватись. За для цього треба побудувати 55-80 км канал або тунель до Середземного моря або річки Ніл.